# ムラート・マイケーエフ

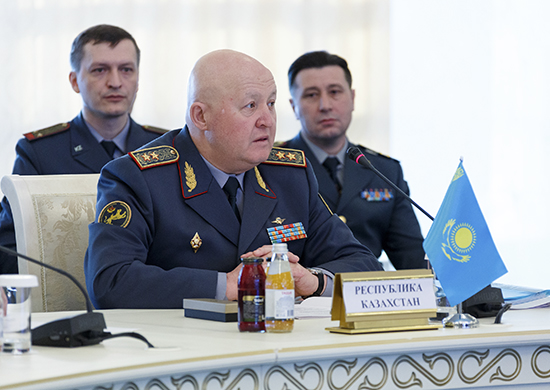

ムラート・ジャレロヴィッチ・マイケーエフ （Мурат Жалелович Майкеев、1959年11月9日 - ）は、カザフスタンの軍人。少将。カザフスタン陸軍総司令官。

## 経歴
アクチュビンスク市出身。
1980年、アルマ・アタ高等諸兵科共通指揮学校を卒業し、自動車化狙撃小隊長、自動車化狙撃中隊長、自動車化狙撃大隊の参謀長/副大隊長、大隊長を歴任した。
1994年、M.V.フルンゼ名称軍事アカデミー指揮学部を卒業し、カザフスタン共和国親衛隊旅団の戦闘訓練科計画・監督班長に任命された。その後、保障大隊長、副旅団長/戦闘訓練科長、共和国親衛隊第1連隊（アルマトイ）長を歴任。
1998年2月、自動車化狙撃師団副師団長。2000年11月、自動車化狙撃師団長。
2002年3月、カザフスタン国防省教育・社会法務業務部長に任命。
2003年9月～2009年7月、カザフスタン空中機動軍司令官。
2010年3月11日、カザフスタン陸軍総司令官に任命。

## パーソナル
二等「アイブィン」勲章を受章。
妻帯、1男1女を有する。